# Farish A. Jenkins
Farish Alston Jenkins Jr. (* 19. Mai 1940 in New York City; † 11. November 2012 in Boston) war ein US-amerikanischer Wirbeltier-Paläontologe.
Jenkins studierte an der Princeton University (Bachelor 1961) und, unterbrochen von fast vier Jahren beim US-Marine-Corps, wo er den Rang eines Captains erreichte, der Yale University (Master-Abschluss 1966). An der Yale University wurde er 1968 in Geologie promoviert. Außerdem hatte er einen Master-Abschluss der Harvard University (1974). Ab 1968 war er Instructor und dann Assistant Professor für Anatomie an der Columbia University Medical School sowie ab 1971 Associate Professor für Biologie und Associate Curator für Wirbeltierpaläontologie an der Harvard-MIT Division of Health Sciences and Technology und der Harvard Medical School. Seit 1974 war er Kurator für Wirbeltierpaläontologie und Biologie-Professor und seit 1989 Alexander Agassiz Professor für Zoologie am Museum of Comparative Zoology der Harvard University. Außerdem war er Professor für Anatomie an der Harvard-MIT Division of Health Sciences and Technology.
1994 entdeckte er in Nordwest-Grönland Kieferknochen von Haramiyida, frühen Säugern aus der späten Trias, von denen sonst nur Zähne bekannt waren. Mit Ted Daeschler und Neil Shubin war er Erstbeschreiber (2006) und Finder von Tiktaalik, einem Fossil mit Fisch- und Amphibienmerkmalen des oberen Devon von Ellesmere Island. Er befasste sich auch mit der Biomechanik des Muskel-Skelett-Apparats.
2009 erhielt er die Romer-Simpson-Medaille der Society of Vertebrate Paleontology, 2011 wurde er in die American Academy of Arts and Sciences gewählt.